# 유선우 (1969년)
유선우(柳善佑, 1969년 8월 29일 ~ )은 대한민국의 제6·7·8대 전라북도 군산시의원이었다.

## 학력
- 군산중앙국민학교 졸업
- 군산남중학교 졸업
- 군산제일고등학교 졸업
- 전북대학교 공업화학과 졸업

## 경력
- 민주당 전북도당 부대변인
- 민주당 전북도당 군산시 청년위원장
- 군산시 사랑의 열매봉사단 사무국장
- 군산제일고등학교 총동창회 사무국장
- 사회복지공동모금회 군산시 사무국장
- 사랑의 장기기증 운동본부 홍보대사
- 군산시 배드민턴연합회 자문위원
- 군산시 태권도협회 자문위원
- 군산시 씨름협회 자문위원
- 군산시 축구협회 자문위원
- 아리울초등학교 운영위원
- 새정치민주연합 전북도당 군산시 지역위원회 상무위원
- 2016.01.22 더불어민주당 탈당
- 2010.07 ~ 2014.06 제6대 전라북도 군산시의회 의원
- 2010.07 ~ 2012.07 제6대 전라북도 군산시의회 전반기 행정복지위원회 부위원장
- 2010.07 ~ 2012.07 제6대 전라북도 군산시의회 전반기 예산결산특별위원회 위원
- 2010.07 ~ 2010.07 제6대 전라북도 군산시의회 행정복지위원회 행정사무감사 부위원장
- 2011.07 ~ 2011.07 제6대 전라북도 군산시의회 행정복지위원회 행정사무감사 부위원장
- 2012.07 ~ 2014.06 제6대 전라북도 군산시의회 후반기 행정복지위원회 위원
- 2012.07 ~ 2014.06 제6대 전라북도 군산시의회 후반기 예산결산특별위원회 부위원장
- 2012.07 ~ 2014.06 제6대 전라북도 군산시의회 후반기 예산결산특별위원회 위원장
- 2012.07 ~ 2012.07 제6대 전라북도 군산시의회 행정복지위원회 행정사무감사 위원
- 2013.11 ~ 2013.11 제6대 전라북도 군산시의회 행정복지위원회 행정사무감사 위원
- 2014.07 ~ 2018.06 제7대 전라북도 군산시의회 의원
- 2014.07 ~ 2016.07 제7대 전라북도 군산시의회 전반기 경제건설위원회 위원
- 2014.07 ~ 2016.07 제7대 전라북도 군산시의회 전반기 예산결산특별위원회 위원
- 2014.11 ~ 2014.11 제7대 전라북도 군산시의회 경제건설위원회 행정사무감사 위원
- 2015.03 ~ 2015.03 제7대 전라북도 군산시의회 폐수종말처리장조사위원회 위원
- 2015.11 ~ 2015.11 제7대 전라북도 군산시의회 경제건설위원회 행정사무감사 위원
- 2016.07 ~ 2018.06 제7대 전라북도 군산시의회 후반기 경제건설위원회 위원
- 2016.07 ~ 2018.06 제7대 전라북도 군산시의회 후반기 행정복지위원회 위원
- 2016.07 ~ 2018.06 제7대 전라북도 군산시의회 후반기 예산결산특별위원회 위원장
- 2017.11 ~ 2017.11 제7대 전라북도 군산시의회 행정복지위원회 행정사무감사 위원
- 2018.07 ~ 2019.04 제8대 전라북도 군산시의회 의원
- 2018.07 ~ 2019.04 제8대 전라북도 군산시의회 전반기 경제건설위원회 위원
- 2018.11 ~ 2018.11 제8대 전라북도 군산시의회 경제건설위원회 행정사무감사 위원

## 공직선거법 위반
지방선거를 앞두고 홍보성 기사를 써주는 대가로 지역 잡지사 대표에게 금품을 제공한 혐의로 기소되어 징역 6월에 집행유예 1년을 선고받았으며, 이후 2심과 3심에서도 동일하게 유지되어 의원직을 상실하였다.

## 역대 선거 결과
|  | 14.20% |

|  | 27.25% |

|  | 22.18% |